# Heinrich Dorn (Politiker)
Heinrich Dorn (* vor 1869; † nach 29. November 1879) war ein Abgeordneter in der Abgeordnetenkammer der bayerischen Ständeversammlung (Vereinigte Liberale).
Dorn war Kaufmann und wohnte in Gräfenberg, Bezirksamt Forchheim. Er war Bürgermeister seines Ortes und vertrat für die Vereinigten Liberalen 1869 zunächst den oberfränkischen Stimmbezirk Forchheim während der 12. Wahlperiode (1869) in der bayerischen Kammer der Abgeordneten des 23. Landtages. Ab 1875 vertrat er bis zu seinem Ausscheiden den oberfränkischen Stimmbezirk Bayreuth während der 14. Wahlperiode (1875–1881) des 27. und 28. Landtages. Am 23. November 1879 stellte er aus gesundheitlichen Gründen einen Antrag auf Austritt aus der Abgeordnetenkammer, der am 29. November 1879 positiv beschieden wurde. Sein Mandat wurde in der Folge von Ernst Petzet wahrgenommen. 